# Dave Hanner
(en) Statistiques sur pro-football-reference
Joel David Hanner, né le 22 mai 1930 à Parkin et mort le 11 septembre 2008 à Land O' Lakes, est un joueur et entraîneur américain de football américain.

## Enfance
Hanner étudie à la Parking High School avant d'entrer à' l'université de l'Arkansas en 1948.

## Carrière
De 1948 à 1951, il est à la faculté et joue pour l'équipe de football américain des Razorbacks. Dave Hanner est sélectionné au cinquième tour de la draft 1952 de la NFL par les Packers de Green Bay au cinquante-deuxième choix et remporte le poste de titulaire dès son année de rookie. Le joueur devient l'un des éléments les plus importants de la ligne défensive, jouant entre Willie Davis et Henry Jordan, et réalise des performances notables comme dix tacles lors d'un match face aux Colts de Baltimore en 1954 et un safety contre les Bears de Chicago lors du premier match de Vince Lombardi chez les Packers en 1959.
En tout, Hanner joue treize saisons consécutives à Green Bay et ne rate que quelques matchs lors de son parcours mais doit laisser sa place de titulaire à Ron Kostelnik lors de sa dernière saison en 1964. Il joue en tout 160 matchs et Vince Lombardi le convainc de prendre sa retraite avant le dernier match de la pré-saison 1965, l'ajoutant tout de suite à son staff comme entraîneur de la ligne défensive,. Hanner grimpe les échelons, il est introduit au temple de la renommée de l'équipe en 1974, devient coordinateur défensif et même adjoint principal avant d'être viré en 1979. 
Après un passage chez les Bears de Chicago dans la cellule de recrutement, il revient à Green Bay en 1981 comme recruteur avant d'être responsable du contrôle qualité de l'équipe pendant une saison en 1982,. L'ancien joueur de ligne défensive quitte la franchise et son poste de recruteur en 1996 après la victoire des Packers au Super Bowl XXXI. Hanner décède le 11 septembre 2008 d'une crise cardiaque à l'âge de 78 ans. 